# Dollerup-Finderup-Ravnstrup Pastorat
Dollerup-Finderup-Ravnstrup Pastorat er et pastorat i Viborg Domprovsti (Viborg Stift), som består af følgende tre sogne:
- Dollerup Sogn
- Ravnstrup Sogn
- Finderup Sogn

I pastoratet er der fire kirker, der altid har ligget i Nørlyng Herred:
- Hald Ege Kirke
- Dollerup Kirke
- Finderup Kirke
- Ravnstrup Kirke

Dollerup–Finderup–Ravnstrup Pastorat ligger i Nørlyng Herred og grænser op til Fjends Herred og Lysgård Herred samt til andre sogne i Nørlyng Herred.
Hald Ege Kirke i Dollerup Sogn blev indviet i 1967. Dermed er kirken pastoratets nyeste kirke.
Dollerup–Finderup–Ravnstrup Pastorat er en del af Viborg Domprovsti, men sognene har tidligere tilhørt andre provstier.

## Sognekommunen
Pastoratet var tidligere en sognekommune. 
I 1966 blev den nye kommune Ravnsbjerg Kommune dannet. Den nye kommune bestod af de tidligere sognekommuner Dollerup–Finderup–Ravnstrup og Lysgård.
Dollerup–Finderup–Ravnstrup Sognekommune i Nørlyng Herred i Viborg Amt blev dannet, da sogneforstanderskaberne blev oprettede i 1842.
Ved Kommunalreformen i 1970 blev Ravnsbjerg Kommune indlemmet i Viborg Kommune i Viborg Amt, dog blev den lille stationsby Skelhøje ved Herning-Viborg banen en del af Karup Kommune.
I 2007 blev hele den tidligere Ravnsbjerg Kommune forenet i Viborg Kommune.